# Aldo Moro
Aldo Moro (Maglie, 23 de setembro de 1916 – Roma, 9 de maio de 1978) foi um jurista, professor e político italiano.
Foi primeiro-ministro da Itália de 1963 até 1968 e de 1974 até 1976. Membro ativo da Igreja Católica, foi um dos líderes mais destacados da democracia cristã na Itália.
Sequestrado em 16 de março de 1978 pelo grupo terrorista Brigadas Vermelhas, foi assassinado depois de 55 dias de cativeiro. Seu funeral foi presidido pelo Papa Paulo VI.
Há várias teorias acerca dos motivos da recusa do governo italiano em negociar a libertação de Aldo Moro com os sequestradores e sobre os interesses envolvidos no seu sequestro e morte. Segundo o historiador Sergio Flamigni, as Brigadas Vermelhas foram usadas pela Gladio, rede dirigida pela OTAN, de modo a justificar a manutenção da estratégia da tensão. O filósofo Antonio Negri chegou a ser preso, acusado de ser o inspirador da ação das Brigadas Vermelhas e do assassinato de Aldo Moro.
Conclusão similar foi obtida pelo acadêmico Webster Tarpley, que liderou uma comissão de estudos sobre o tema por encomenda do parlamentar italiano Giuseppe Zamberletti. O estudo mais tarde foi publicado no livro intitulado "Chi ha ucciso Aldo Moro?" (Quem matou Aldo Moro?), onde buscou esclarecer a ligação entre as Brigadas Vermelhas e a loja neofascista P2, bem como o papel desempenhado pelos serviços de inteligência italianos no âmbito da Operação Gladio (cooperação com serviços secretos anglo-americanos). Tarpley conclui que a ação terrorista das Brigadas Vermelhas foi, na realidade, uma operação de bandeira falsa orquestrada pelos serviços de inteligência ingleses e americanos da OTAN, com o objetivo de galvanizar a opinião pública contra os comunistas, minando a influência política de grupos associados — como a URSS.

## Filmografia
- Todo modo, de Elio Petri, 1976, com Gian Maria Volonté, inspirado em Aldo Moro e baseado no romance de Leonardo Sciascia.
- Il caso Moro, de Giuseppe Ferrara, 1986, também com Gian Maria Volonté.
- Year of the Gun, de John Frankenheimer, 1991
- Piazza delle Cinque Lune, de Renzo Martinelli, 2003.
- Buongiorno, notte, de Marco Bellocchio, 2003.
- Nel cuore dello Stato, documentário de Alberto Castiglione, apresentado em Palermo no dia 18 de março de 2008 (30 anos depois do assassinato de Moro).
- Aldo Moro - Il Presidente, 2008, feito para TV, por Gianluca Maria Tavarelli.